# 港区立六本木中学校
港区立六本木中学校（みなとくりつ ろっぽんぎちゅうがっこう）は、東京都港区六本木六丁目に位置する区立中学校。1998年4月に、港区立城南中学校と、港区立三河台中学校が統合する形で創立された。

## 概要
1998年に開校。現校舎は2000年に竣工した港区では初の、全国的にも珍しい教科教室型校舎である。実技科目以外でも教科ごとに教室移動をする仕組みであり、始業・終業時のチャイムは鳴らされない。この為、生徒は時間を意識して行動する事が求められている。しかし4代目校長の意向により、教科教室型、ノーチャイム制は廃止された。
授業では習熟度別授業や少人数授業を行い、学力並びに進学実績の向上を目指している。また大手進学塾と提携して土曜特別講座として補習授業を実施している。港区内の学校選択制に於いては人気校の一つとして位置付けられている。近隣各校と同様に中学校入学時から越境通学する生徒の割合も高い。
旧城南中学校跡の現校地（旧麻布区麻布日ヶ窪町）には府立第三高女（現在の都立駒場高校）が在った。
毎月第三金曜の早朝にはボランティア活動として、生徒・教職員・保護者による地域清掃が行われている。元々は旧三河台中学校が行っていた活動であり、現校舎に移転してからは学校周辺や麻布十番商店街入口付近を中心に行っている。

## 沿革
- 1998年（平成10年）4月1日 - 港区立城南中学校と港区立三河台中学校を統合し、三河台中学校の校舎を利用して、港区立六本木中学校として開校。
- 2000年（平成12年）2月28日 - 旧城南中学校跡地に建築された新校舎に移転。
- 2001年（平成13年）11月9日 - 港区教育委員会研究奨励校研究発表。
- 2006年（平成18年）11月7日 - 港区教育委員会研究奨励校研究発表。
- 2010年（平成22年）11月11日 - 港区教育委員会研究奨励校研究発表。
- 2014年（平成26年）11月18日 - 東京都教育委員会人権教育推進校研究発表。
- 2018年（平成30年）4月1日 - 日本語学級を新設[2]。
- 2023年（令和5年）1月 - 全教科 主体的に学習に取り組む態度の育成パイロット校となる[3]。

## 教育方針
教育目標
人権尊重の精神を基調とし、グローバル化する社会の中で、知識基盤社会に主体的に対応できる知性と感性に富み、健康で人間性や国際感覚豊かな六本木中学校の生徒を育てる。
「自主 - 自分で考え、判断し、行動できる人」
「勤勉 - 何事にも真面目で一生懸命取り組む人」
「共生 - 互いの違いを認め、助け合って生きることのできる人」
生徒数と教員数
| 年度     | 生徒総数 | 1年生 | 2年生 | 3年生 | 教員数 | 職員数 |
| -------- | -------- | ----- | ----- | ----- | ------ | ------ |
| 平成23年 | 140人    | 38人  | 49人  | 53人  | 15人   | 5人    |
| 平成24年 | 130人    | 45人  | 37人  | 48人  | 16人   | 5人    |
| 平成25年 | 139人    | 52人  | 45人  | 42人  | 17人   | 4人    |
| 平成26年 | 165人    | 66人  | 54人  | 45人  | 17人   | 4人    |
| 平成27年 | 186人    | 63人  | 70人  | 53人  | 16人   | 4人    |
| 平成28年 | 195人    | 58人  | 65人  | 72人  | 17人   | 4人    |
| 平成29年 | 179人    | 50人  | 61人  | 68人  | 16人   | 4人    |
| 平成30年 | 179人    | 60人  | 54人  | 65人  | 20人   | 5人    |
| 令和元年 | 192人    | 71人  | 58人  | 63人  | 20人   | 4人    |
| 令和2年  | 217人    | 74人  | 71人  | 72人  | 21人   | 4人    |
| 令和3年  | 230人    | 79人  | 75人  | 76人  | 21人   | 2人    |

校歌
1998年に校旗と共に制定される。作詞は西田修一、作曲は團伊玖磨。
校舎
前述の通り各教科毎の教室に分かれている。各教室前にはフリースペースと呼ばれる部分があり、調べ学習での発表等に利用されている。給食は六本木ホール・多目的ホールに集合して行われている（六本木ホールでは集会や講演会等が行われる）。屋上には太陽光発電装置があり、本校の電源の一部として使用されている。
制服
標準服として定められているのは男女共に上着は紺のブレザー、白のポロシャツである。制服の指定はしていないが、平成23年度より、ベストとセーターの指定ができた。開校当初は標準服が定められておらず、暫定的に私服登校が認められていた。

## 通学区域
住所別通学区域
| 芝公園四丁目 | 麻布狸穴町 麻布永坂町 | 麻布台一丁目 | 麻布台二丁目 三丁目 | 六本木一丁目 三丁目、四丁目 | 六本木 五丁目 | 六本木 六丁目 | 六本木 七丁目 |
| ------------ | --------------------- | ------------ | ------------------- | --------------------------- | ------------- | ------------- | ------------- |
| 1 - 6番      | 全域                  | 1 - 10番     | 全域                | 全域                        | 1 - 18番      | 全域          | 1 - 22番      |

| 南麻布 一丁目 | 南麻布 二丁目     | 東麻布一丁目 - 三丁目 | 麻布十番 一丁目 | 麻布十番 二丁目 | 麻布十番三丁目 四丁目 | 元麻布 一丁目    | 元麻布 二丁目      | 元麻布 三丁目    |
| ------------- | ----------------- | --------------------- | --------------- | --------------- | --------------------- | ---------------- | ------------------ | ---------------- |
| 3 - 24番      | 2 - 8番 10 - 13番 | 全域                  | 全域            | 1 - 21番        | 全域                  | 1 - 4番 6番、7番 | 5番、6番 11 - 13番 | 1 - 3番 5 - 13番 |

## 交通
- 東京メトロ日比谷線・都営地下鉄大江戸線 六本木駅徒歩5分
- 東京メトロ南北線 麻布十番駅徒歩10分
- 東京メトロ千代田線 乃木坂駅徒歩12分

## 関係者
出身者
- 白須敏朗（旧城南中、1966年卒、農林水産事務次官）
- 中谷明彦（旧城南中、1973年卒、レーシングドライバー）
- 中山千彰（旧城南中、1977年卒、TVプロデューサー）
- 亀井順一郎（旧城南中、1987年卒、ミュージシャン、作家）
- 玉元晃（旧三河台中、1977年卒、フィンガー5）
- 玉元妙子（旧三河台中、1978年卒、フィンガー5）
- 山下昌子（旧三河台中、1978年卒、通訳・翻訳者）
- 中村亘利（旧三河台中、1985年卒、ミュージシャン）
- 輝-Akira-（旧三河台中、1996年卒、タレント、アーティスト）
- 長尾豪二郎（旧三河台中、1989年卒、俳優）
- マリエ（2003年卒、ファッションモデル）
- 落合陽一（2003年卒、メディアアーティスト、タレント）

架空の人物
- 沖田五郎（旧城南中、1969年卒、三浦友和演ずる西部警察の登場人物）